# Általánosított Riemann-hipotézis
Az általánosított Riemann-hipotézis a Riemann-hipotézis általánosítása. Maga a Riemann-hipotézis a matematika egyik legfontosabb sejtése. Ennek általánosítása a különféle geometriai és algebrai objektumokon a Riemann-féle zéta-függvényhez hasonlóan definiált L-függvényekről szól. Az általánosított Riemann-hipotézis ezeknek a nullhelyeit próbálja meg leírni; ha a sejtés igaz, akkor ezeknek a függvényeknek csak ezek a nullhelyeik vannak. Sok matematikus szerint ezek a sejtések igazak, de csak a függvénytestek esetére sikerült bebizonyítani.
A globális L-függvényekkel számos objektum, így elliptikus görbék, számtestek (Dedekind-féle zéta-függvények), Maass-formák, és Dirichlet-karakterek (Dirichlet L-függvények). A Dedekind-féle zéta-függvények esetén kiterjesztett, a Dirichlet-féle L-függvények esetén általánosított Riemann-hipotézisről beszélnek. Cikkünk a továbbiakban ezekről szól. Sok matematikus az összes L-függvényre vonatkoztatja az általánosított Riemann-hipotézist.

## Általánosított Riemann-hipotézis
Az általánosított Riemann-hipotézist a Dirichlet-féle L-függvényekre először valószínűleg Adolf Piltz állította fel először 1884-ben. Az eredeti Riemann-hipotézishez hasonlóan ennek is van következménye a prímszámok eloszlására.
A hipotézis a következőt állítja: Legyen χ Dirichlet-karakter, azaz egy teljesen multiplikatív számelméleti függvény, amihez van k úgy, hogy χ(n + k) = χ(n) minden n-re, és χ(n) = 0, valahányszor gcd(n, k) > 1. Ekkor a χ Dirichlet-karakterhez tartozó Dirichlet-féle L-függvény:
{\displaystyle L(\chi ,s)=\sum _{n=1}^{\infty }{\frac {\chi (n)}{n^{s}}}}
minden s komplex számra, aminek valós része > 1. Analitikus folytatással ez a függvény kiterjeszthető a teljes komplex síkon értelmezett meromorf függvényre. Az általánosított Riemann-hipotézis állítása szerint minden Dirichlet-karakterre és minden s komplex számra, hogyha L(χ,s) = 0, és s valós része 0 és 1 közötti, akkor egyenlő 1/2-del.
Speciálisan, a Riemann-féle zéta-függvény a konstans χ(n) = 1 Dirichlet-karakter Dirichlet-féle L-függvénye.

## Következmények
A Dirichlet-tétel szerint, ha a egy számtani sorozat első eleme, d pedig a differenciája, és a és d relatív prímek, akkor az a, a+d, a+2d, a+3d, … számtani sorozat végtelen sok tagja prím. Jelölje π(x,a,d) a számtani sorozat által tartalmazott x-nél nem nagyobb prímek számát. Ha az általánosított Riemann-hipotézis teljesül, akkor minden a, d relatív prím párra és minden ε > 0-ra
{\displaystyle \pi (x,a,d)={\frac {1}{\varphi (d)}}\int _{2}^{x}{\frac {1}{\ln t}}\,dt+O(x^{1/2+\epsilon })\quad {\mbox{ as }}\ x\to \infty }
ahol φ(d) az Euler-függvény, és {\displaystyle O} az ordo jelölés. Ez a prímszámtétel valódi erősítése.
Ha a hipotézis teljesül, akkor minden {\displaystyle (\mathbb {Z} /n\mathbb {Z} )^{\times }} multiplikatív csoport mellőz egy 2(ln n)2-nél kisebb számot, és egy n-hez relatív prím 3(ln n)2-nél kisebb számot. Más szavakkal, a {\displaystyle (\mathbb {Z} /n\mathbb {Z} )^{\times }} csoport generálható néhány 2(ln n)2-nél kisebb számmal. Ezt gyakran felhasználják, így ha a hipotézis teljesül, akkor annak számos következménye van, például a következő algoritmusok mind garantáltan polinomiális idejűek:
- A Miller–Rabin prímteszt
- A Shanks–Tonelli algoritmus
- A polinomok véges testek fölötti faktorizálását végző Ivanyos-Karpinski-Saxena determinisztikus algoritmus[2]

Ha a sejtés teljesül, és p prím, akkor létezik olyan primitív gyök modulo p, ami kisebb, mint {\displaystyle O((\ln p)^{6}).\,}
A gyenge Goldbach-sejtés is következik a hipotézisből. Harald Helfgott a bizonyítás részeként igazolta a hipotézist néhány ezer kis karakterre egy bizonyos kis képzetes részig, így kapott egy korlátot, amivel minden 1029-nél nagyobb számra belátta a sejtést. Az ennél kisebb számokat korábban már ellenőrizték próbálgatással.
Ha a hipotézis igaz, akkor a Pólya–Vinogradov-egyenlőtlenségben levő becslés a karakterösszegre {\displaystyle O\left({\sqrt {q}}\log \log q\right)}-ra javítható, ahol q a karakter modulusa.

## Kibővített Riemann-hipotézis
Legyen K számtest, azaz Q véges algebrai bővítése, és egészgyűrűjét jelölje OK. Ha a ideál, de nem nullideál OK-ban, akkor jelöljük normáját Na-val. Ekkor K Dedekind-féle zéta-függvénye
{\displaystyle \zeta _{K}(s)=\sum _{a}{\frac {1}{(Na)^{s}}}}
minden s komplex számra, aminek valós része > 1, és az összeg befutja OK összes nem null ideálját.
A Dedekind-féle zéta-függvény egy függvényegyenlet egyértelmű megoldásaként analitikusan folytatható a teljes komplex síkon. A kiterjesztett függvény fontos információkat hordoz K-ról. A kibővített Riemann-hipotézis szerint minden K számtestre az összes 0 és 1 közötti valós részű gyök valós része 1/2.
A közönséges Riemann-hipotézis ennek speciális esete, ahol a számtest Q, és az egészek gyűrűje Z.
A hipotézis következménye Csebotarev sűrűségi tételének erősítése: ha L/K véges Galois-bővítése, aminek Galois-csoportja G, és C G néhány konjugáltosztályának uniója, akkor K x-nél kisebb normájú nem elágaztatott prímjeinek száma, aminek Frobenius-féle konjugáltosztálya C része:
{\displaystyle {\frac {|C|}{|G|}}{\Bigl (}\mathrm {li} (x)+O{\bigl (}{\sqrt {x}}(n\log x+\log |\Delta |){\bigr )}{\Bigr )},}
ahol az ordo jelölés konstansa abszolút, n L foka Q fölött, és diszkriminánsa Δ.

## Fordítás
Ez a szócikk részben vagy egészben  a   Generalized Riemann hypothesis című angol Wikipédia-szócikk fordításán alapul.  Az eredeti cikk szerkesztőit annak laptörténete sorolja fel. Ez a jelzés csupán a megfogalmazás eredetét és a szerzői jogokat jelzi, nem szolgál a cikkben szereplő információk forrásmegjelöléseként.